# Rumen Radev
Rumen Georgiev Radev (tiếng Bulgaria: Румен Георгиев Радев; sinh ngày 18 tháng 6 năm 1963) là một chính trị gia Bulgaria và cựu Thiếu tướng hiện là Tổng thống Bulgaria kể từ ngày 22 tháng 1 năm 2017. Radev trước đây từng là Tư lệnh của Không quân Bulgaria. Ông đã chiến thắng 2016 bầu cử tổng thống, với tư cách là một ứng cử viên độc lập được hỗ trợ bởi Đảng Xã hội Bulgaria, đánh bại ứng cử viên GERB Tsetska Tsacheva trong vòng thứ hai.

## Tiểu sử
Radev sinh ngày 18 tháng 6 năm 1963 tại Dimitrovgrad, Bulgaria. Gia đình quê gốc ở Slavyanovo ở vùng Haskovo. Năm 1982, ông tốt nghiệp trường toán học ở Haskovo với huy chương vàng. Ông tốt nghiệp Đại học Không quân Bulgaria Georgi Benkovski năm 1987 với tư cách tốt nghiệp hàng đầu. Năm 1992, anh tốt nghiệp Không quân Hoa Kỳ Phi đội sĩ quan tại Maxwell AFB. Từ 1994 đến 1996, anh học tại Rakovski Defense and Staff College, nơi anh cũng là sinh viên tốt nghiệp hàng đầu. Ông có bằng Tiến sĩ Khoa học Quân sự trong lĩnh vực cải tiến huấn luyện chiến thuật cho các phi hành đoàn bay và mô phỏng chiến đấu trên không.
Năm 2003, ông tốt nghiệp Đại học không chiến tại Maxwell AFB ở Hoa Kỳ với bằng thạc sĩ nghiên cứu chiến lược với bằng danh dự.

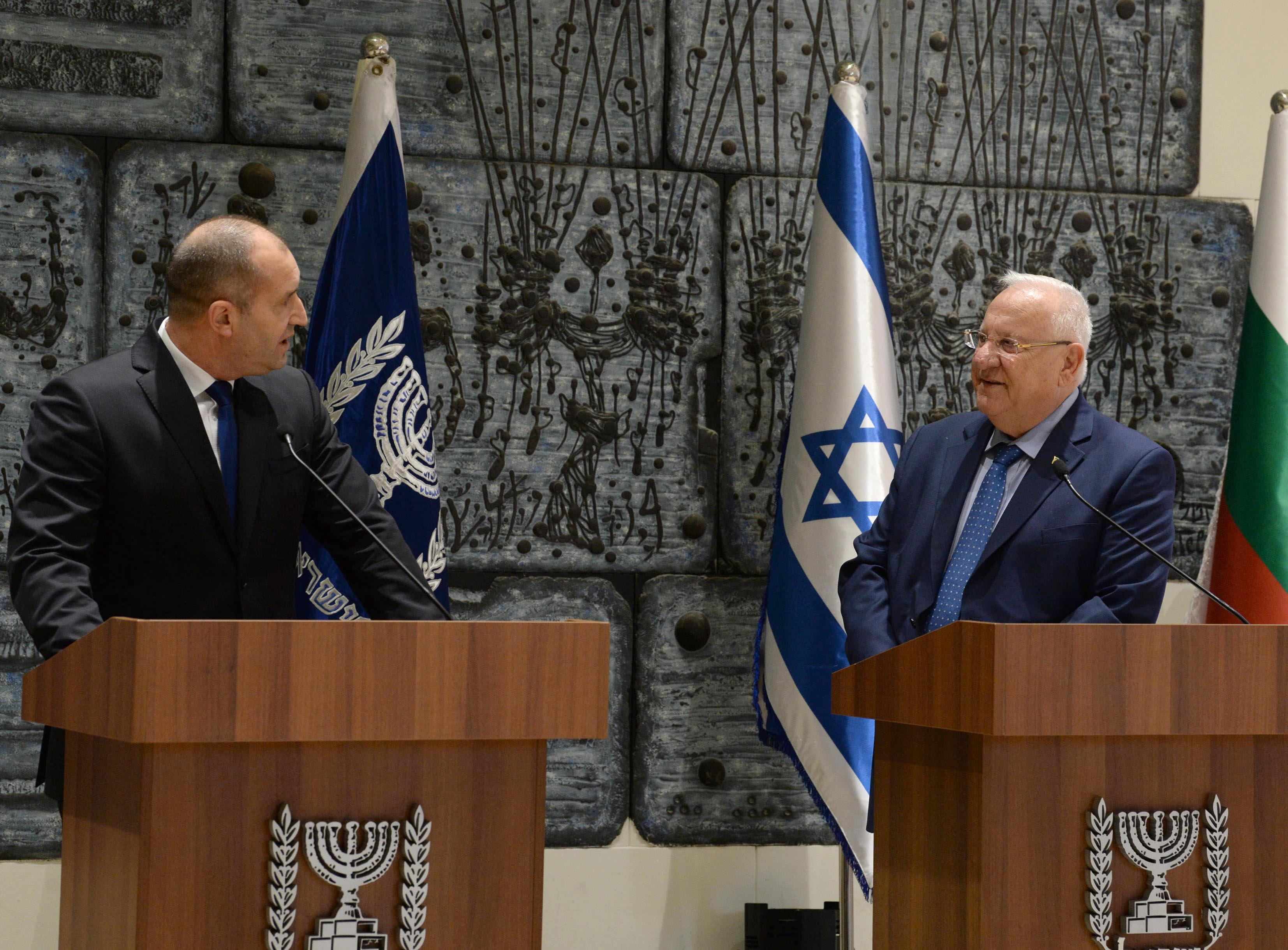
Radev với Tổng thống Israel Reuven Rivlin, 20 tháng 3 năm 2018